# Британские Виргинские Острова на летних Олимпийских играх 1984
Британские Виргинские острова принимали участие в Летних Олимпийских играх 1984 года в Лос-Анджелесе (США) в первый раз за свою историю, но не завоевали ни одной медали.